# 帕布羅·克雷爾
帕布羅·克雷爾（1989年6月12日—）是一名阿根廷排球運動員，曾代表國家參加2012年倫敦奧運的男子排球比賽，並未獲得獎牌。他也參加了2016年里約奧運。